# Funny Things Happen Down Under
A Funny Things Happen Down Under egy 1965-ben bemutatott, részben karácsonyi témájú zenés ausztrál ifjúsági film, Olivia Newton-John első mozifilmszerepével.

## A film cselekménye
|  | Alább a cselekmény részletei következnek! |

Wallaby Creek az Isten háta mögötti kis falucska nehéz napokat él meg a forró ausztrál karácsony előtt. A környék gyerekeinek titkos találkozó helyéül szolgáló kis raktárépületet a tulajdonosa el akarja adni akkor nagy összegnek  számító 200 ausztrál fontért.
A gyerekek azonban összefognak, hogy bármiképp is, de megpróbálják előteremteni a vételárat. A fiúk egy gyanús kis helyi forrás  vizét szeretnék árusítani, kinevezik a valódi híres Wallaby Creek-i ásványvíznek, a lányok pedig színes karácsonyi sütit állnak neki készíteni az átutazó autósok számára.
Sajnos miután a süti meglehetősen egyedi készítésű tésztája  ehetetlennek, az „ásványvíz” ihatatlannak bizonyul, mindkettő összeöntve a lefolyóban majd onnan a nyitott szennyvíztározóban végzi, ahol Penelopé a torkos kecske és a birkák jóízűen belekortyolnak a meglehetősen bizarr löttybe és...egy órán belül Penelopé szép fehér bundája szivárványszínűre, a birkáké pedig piros, zöld vagy sárga színűre változik...
A gyerekek így a két anyag véletlen összekeverésével feltalálták a természetes színes gyapjú titkát, ezek után már csak egy feladat marad, elmenni a városba és meggyőzni a gyapjútőzsde nagykereskedőit  a színes gyapjú üzleti előnyeiről.  A nehéz, de végül sikeres meggyőzés után pedig már csak állni kell az egymást mondjuk úgy nem különösebben kedvelő  viccesebbnél viccesebb kínai, skót és amerikai konkurens gyapjúkereskedő rohamát.
Karácsony napján egy kis ünnepséget tartanak a farmon, melyre a gyapjúkereskedőket is meghívják. Megtartják a nagy birkanyíróversenyt, aláírják a szerződéseket, a fészer megmenekül, mindenki boldog. Egyetlen apró hiba történik, a kereskedők az iszogatás közepette helyi italfélének nézik az asztalon álló csodaszert és megkóstolják, amitől az ő hajuk is színesre változik.
|  | Itt a vége a cselekmény részletezésének! |

## Forgatás
A Funny Things Happen Down Under volt Olivia Newton-John, a később világhírűvé vált énekes- és színésznő első moziszerepe. Eredetileg a forgatáskor mindössze 16 éves Olivia lett volna a női főszereplő, de mivel a forgatás miatt túl sokat kellett volna távol maradnia az iskolától, édesanyja csak egy kisebb szerepet engedélyezett számára. Olivia a filmben a Christmas Time Down Under című dalt énekelte el, azon felül, bár több jelenetben is feltűnt, csak pár mondatos szerepe volt.
A helybéli gyerekeket egy korabeli ausztrál tévésorozatból jól ismert tíztagú The Terrible Ten (Rettenetes Tízek) nevű kölyökcsapat, a végül jófiúnak bizonyuló rosszfiút Olivia első barátja és zenei mentora, a fiatal kora ellenére már színészként, zenészként és műsorvezetőként is jól ismert és népszerű Ian Turpie játszotta.
A filmbéli Wallaby Creek egy Melbourne közelében lévő farmon lett felvéve, a városi jelenetek Melbourne-ben készültek.

## Fogadtatás
Az 1965 augusztusában bemutatott mindössze hatvan perces zenés karácsonyi vígjátéknak a maga idejében komoly sikere volt. Mivel sajnos jó minőségű kópia a filmről nem maradt fenn, a kizárólag Ausztráliában megjelent videó kiadás is karcos, több helyen elszakadt majd ragasztott, kifakult, kék színeit elvesztett és rossz hangminőségű kópiáról készült. A film digitális restaurálása és a DVD kiadás nincs napirenden. Esetenként internetes forrásokban a film gyenge minőségben fellelhető.

## Szereposztás
- Sue Haworth – Teena
- Ian Turpie – Lennie
- Bruce Barry – Frank
- Olivia Newton-John – Olivia
- The Terrible Ten kölyökcsapat – a gyerekek

### Javasolt video
Christmas Time Down Under, zenés részlet a filmből Olivia énekével

### Javasolt honlap
- Funny Things Happen Down Under az Internet Movie Database oldalon (angolul)
- https://web.archive.org/web/20050618232756/http://www.onlyolivia.com/

### Javasolt könyv
- Tim Ewbank: Olivia, the biography of Olivia Newton-John, Piatkus Books, UK 2008, ISBN 0-7499-0983-8